# Warga János
Szigethi Warga János (Kovácsvágás, Abaúj vármegye, 1804. január 8. – Nagykőrös, 1875. január 10.) református főgimnáziumi igazgató-tanár, egyházi tanácsbíró, tankönyvíró, filozófiai író, gimnáziumi tanár, pedagógiai szakíró, a Magyar Tudományos Akadémia levelező tagja.

## Élete
Warga János és Tomka Erzsébet kisbirtokos nemes szülők fia. Gimnáziumi, jogi, bölcseleti és teológiai tanulmányait a sárospataki főiskolában végezte 1833-ban. A bölcseleti pálya kezdetén tanárai magántanítósággal bízták meg. Az 1828-29. iskolai évet mint nevelő töltötte a Gencsy-családnál Eperjesen, ahol szabad idejét a német nyelv tanulására fordította. A következő iskolai évre visszatért Sárospatakra és a három Szatmári-Király testvérnek: Pálnak, Györgynek és Lászlónak lett nevelője. 1830-ban a III. grammatikai osztály tanítója, 1831-32. és 1832-33-ban a nevezett intézetben a mértan és természettan póttanára volt. 1833 március elején a nagykőrösi líceumba hivatott meg a természettan és mennyiségtan tanárának, ahol 41 évig szolgált. Mielőtt hivatalát elfoglalta volna, önképzés végett meglátogatta a külföldet, különösen a berlini egyetemet, ahol a természettan és mennyiségtan mellett, kiválólag a neveléstanban és bölcseletben képzettségét tökéletesítette. Külföldi útjáról azon évben tért vissza és tanári székét elfoglalta. Az ő törekvésére hozatott be a nagykőrösi líceumba tanítási nyelvül a magyar elsőnek az országban az eddigi latin helyett. Ezzel kapcsolatban a bölcseleti osztályban a magyar irodalom tanítását is Warga vette kezébe. Ekkor alapította Warga a legelső önképző kört is a tanuló ifjúság közt. A nagykőrösi tanítóképző-intézetnek mint főgimnáziumi tanár 1853-ig vezérlő igazgatója és tovább is az intézetnek legerősebb gyámolítóinak egyike volt. Még 1840-ben kisdedóvót is állított fel, melyet a szabadságharc után megszüntettek ugyan, de később ismét feléledt. Javította, szervezte, szaporította a népiskolákat is, melyeknek az utolsó időig buzgó vizsgálójuk s felügyelőjük volt. Beszélt magyarul, németül, franciául és latinul, értette a görög, angol és olasz nyelveket, valamint a hébert is. A Magyar Tudományos Akadémia 1835. szeptember 14-én levelező tagjai közé választotta és bölcseleti öt kötet munkáját (1861-63) 50 arany másoddíjjal jutalmazta. 1836-ban a dunamelléki, 1838-ban a dunántúli református egyházkerület tanácsnokságával, ugyancsak 1838-ban Abaúj megye táblabíróságával tiszteltetett meg; a császári és királyi birodalmi földtani intézet levelező tagja is volt. 1874 derekán vett búcsút tanári hivatalától. Több évig volt líceumi, tanítóképzői és népiskolai igazgató. Meghalt 1875. január 10-én Nagykőrösön. A Magyar Tudományos Akadémiában 1875. április 25-én Galgóczy Károly tartott fölötte emlékbeszédet.
Neveléstani és bölcseleti cikkeket írt a Tudománytárba (1834-35. IV., V., VII., VIII); a Tudományos Gyűjteménybe (1837. X.); a Figyelmezőbe (1837-1840.); az Athenaeumba (1837-1839., 1843.); a nagykőrösi gimnázium Értesítőjébe (1854-1860.). Mindezeket felsorolják Galgóczy, Petrik, az Akadémia Névkönyve és Almanachja (1839-40., 1861., 1866-68., 1870., 1871.).

## Munkái
- Fali ABC és olvasótáblák. Buda, 1837.
- Vezérkönyv az elemi nevelés és tanításra, vallási különbség nélkül minden tanítók számára. Buda, 1837-38. Két kötet. (Magyarország falképével és írás-mintákkal.) A Marczibányi-féle másodjutalmat nyerte. (2. kiadás. Neveléstan cz. Kecskemét, 1843-44. és 3. k. Pest, 1860.)
- Kézi ABC és elemi olvasókönyvecske, nyelv- és gondolkodástani alapra építve. Pest, 1838. (Egészen újra dolgozott kiadás. Kecskemét, 1846. Protestáns népiskolák számára. 4. k. 1852. 5. kiadás. Javítva kiadta tanítványa Fazekas Lajos. Kecskemét, 1858. 6. kiadás. Pest, 1859. 7. k. 1862. 8. k. 1867. Pest.)
- Olvasó- és tanitókönyv a dunamelléki h. v. egyházkerületbeni fiú- és leányiskolák számára. 3 rész. Pest, 1840-41. (Ennek 2. kiadása: Tankönyv a közép népiskolák számára. Kecskemét, 1849-50. Két kötet: I. A természetvilág szemlélése. II. Az embervilág szemlélése.)
- Természettan. Felső reál- és gymnasiumi iskolák számára. Pest, 1842. 58 fametszettel. (2. kiadás két idomtáblával. Pest, 1850.)
- Mértan tanmódszerűleg előadva. I. füzet. Elemi számtan. Pest, 1842.
- Magyar nyelvtan tanmódszerűleg előadva. Pest, 1842. Három rész (I. Szótan. II. Szóragtan. III. Mondattan. Újabb kiadása: Az első és második gymnasialis osztály és az ezekkel párhuzamban álló két osztályú reáliskolák számára. 2. egészen újra átdolgozott kiadás. Pest, 1853., 3. kiadás. I. Szótan. Pest, 1857. I. 4. k. Pest, 1861. 5. k. 1868. Pest.)
- Magyar mondattan az irálytan elemeivel összekötve a III. és IV. gymnasialis osztály és ezekkel párhuzamban álló reáliskolák számára. 2. kiadás. Pest, 1856. (3. k. 1862. Pest.)
- Természettan. Dr. Kunzek után ford. Pest, 1852.
- Bölcsészettan. Kecskemét, 1853-54. Két kötet. (2. kiadás. Pest, 1861.)
- Magyar olvasókönyv. Mindkét hitv. evang. algymnasiumok és alreáliskolák számára. 2. egészen újra dolgozott kiadás. Pest, 1854. (3. jav. k. Két kötet. Pest, 1858-59. 4. k. 1861. 5. k. 1864. 6. k. 1870.)
- Bibliai történetek a protestáns népiskolák számára. 2. kiadás. Pest, 1855. (Két folyam: I. 4. k. 1861., II. 3. k. 1861. Bibliaismeret, nehány bibliai történettel és Palaestina földrajzával, két térképpel. Bpest, 1874.)
- Latin nyelvtan dr. Schultz Ferdinánd nyomán. I. k. Alaktan. II. k. Mondattan (Syntaxis) gyakorlókönyvvel és szótárral együtt. Pest, 1856-57. (I. k. Pest, 1870. 6. k. Bpest, 1875. II. Pest, 1861. 4. k. Pest, 1866.)
- Egyetemes és elemi oktatástan. (Tanmódszer. Methodica), mindkét hitv. evang. theologicum seminariumok s főleg praeparandiák számára. 3. újra dolgozott kiadás. Pest, 1858.
- Az ethika elemei. I. A szoros értelemben vett erkölcstan. Pest, 1863.
- A bölcsészettan történetének alapvonalai. Pest, 1863. (2. kiadás. Pest, 1866.)
- A bölcsészeti tudományok rendszerének alapvonalai. I. Gondolkodó énünk bölcsészete. 1. füzet. Lélektan. 3. kiadás. Pest, 1868. 2. füzet. Gondolkodástan. 3. kiadás 1868. 3. füzet. Eszmetan. (Metaphysica.) 1869. Pest).
- Nevelés és oktatástan alapvonalai. Képezdék számára és magánhasználatra. Pest, 1871.
- Gymnasiumi paedagogia. Bpest, 1873.
- Bölcsészeti előtan. Kecskemét, 1873. Bpest, 1873. (I. Lélektan. 4. kiadás. II. Gondolkodástan. 4. k.)

## Emlékezete
- Galgóczy Károly: Emlékbeszéd Szigethi Warga János levelező tag fölött.